# Office de l'Organe des régulateurs européens des communications électroniques
L’Office de l’Organe des régulateurs européens des communications électroniques, ou Office de l'ORECE, est une agence de l'Union européenne dont le but est de « fournir un appui professionnel et administratif à l'Organe des régulateurs européens des communications électroniques ».

## Fonctions
L'Office de l’ORECE doit :
- fournir un appui professionnel et administratif à l’ORECE,
- rassembler des informations auprès des ARN,
- diffuser auprès des ARN les meilleures pratiques réglementaires,
- aider la présidence à organiser les réunions du conseil des régulateurs, et
- mettre en place des groupes de travail à la demande du conseil des régulateurs.

## Sources